# Парк Эштрела
Парк Эштрела (порт. Jardim da Estrela), также известный как Парк Герра Жункейру (порт. Jardim Guerra Junqueiro) — парк в Лиссабоне, расположенный в районе Эштрела напротив одноимённой базилики. Открыт в 1852 году.

## История
Парк заложен в 1842 году по инициативе губернатора Антониу Кабрала при поддержке королевы Марии II. Из-за нестабильной политической ситуации в столице, строительство было остановлено в 1844 году и продолжено в 1850. Открытие состоялось 3 апреля 1852 года.

## Особенности
Особенностью парка является множество скульптурных композиций, посвящённых различным писателям, художникам, артистам и политическим деятелям Португалии, в частности Антеру Кентал, Франсишку Таборда.
Также в центре парка расположена эстрада, на которой ежегодно проходят летние концерты. Кованая эстрада была построена в 1884 году для Общественного парка Лиссабона, но после строительства проспекта Свободы в 1936 году была перенесена в Эштрела.

## Расположение
Парк расположен во фрегезии Эштрела (до 2013 года относился к фрегезии Лапа). Ограничен улицами Сан-Жоржи и Жуана Росы на севере, улицей Сан-Бернарду на востоке, площадью Эштрела на юге и улицей Эштрела на западе. К северу от парка расположено английское кладбище, на котором похоронен английский писатель и драматург Генри Филдинг.

## Флора и фауна
В парке традиционно живут несколько видов птиц. В пруду обитают несколько видов уток, гусей и лебедей. Также содержатся павлины и попугаи.
В 70-х годах XIX века в дар парку от Паива Рапосо была установлена клетка со львом. Лев стал местной достопримечательностью и привлекал множество людей. Существовали планы по превращению парка в зоопарк, однако в итоге зоопарк был построен в ином месте, а лев остался единственным крупным животным, содержащимся в парке. После смерти льва клетка долгое время пустовала, пока не была демонтирована в конце XX века.